# Nexilis epichitonius
Nexilis epichitonius är en plattmaskart. Nexilis epichitonius ingår i släktet Nexilis och familjen Nexilidae. Inga underarter finns listade i Catalogue of Life.